# Хокс, Роберт
Ро́берт Ма́рри Хокс (англ. Robert Murray Hawkes; 18 октября 1880 — 12 сентября 1945), также известный как Боб Хокс (англ. Bob Hawkes) — английский футболист. Выступал за «Лутон Таун», а также за любительскую и профессиональную сборную Англии. Чемпион Олимпийских игр 1908 года.

## Клубная карьера
Выступал за школьные команды Лутона, а также за местные любительские клубы «Стэнли», «Виктория» и «Кларенс». В 1900 году подписал любительский контракт с клубом «Лутон Таун», параллельно работая в сфере торговли шляпами. Впоследствии стал капитаном клуба. В 1911 году подписал свой первый профессиональный контракт. Завершил карьеру в 1920 году в возрасте 39 лет. В общей сложности провёл за «Лутон Таун» 382 матча и забил 43 гола.

## Карьера в сборной
В 1906 году дебютировал в составе любительской сборной Англии. Выступал за неё до ноября 1910 года, сыграв 22 матча и забив 3 гола. В 1908 году выиграл Летние Олимпийские игры в Лондоне.
16 февраля 1907 года дебютировал за главную (профессиональную) сборную Англии в матче против сборной Ирландии на стадионе «Гудисон Парк». Летом 1908 года участвовал в «европейском туре» сборной Англии, сыграв за неё четыре матча в течение семи дней (против Австрии (дважды), Венгрии и Богемии).

### Матчи за сборную Англии
| № | Дата            | Стадион                   | Соперник | Результат | Турнир                            |
| - | --------------- | ------------------------- | -------- | --------- | --------------------------------- |
| 1 | 16 февраля 1907 | «Гудисон Парк», Ливерпуль | Ирландия | 1:0       | Домашний чемпионат Великобритании |
| 2 | 6 июня 1908     | «Крикетер Плац», Вена     | Австрия  | 6:1       | Товарищеский матч                 |
| 3 | 8 июня 1908     | «Хохе Варте», Вена        | Австрия  | 11:1      | Товарищеский матч                 |
| 4 | 10 июня 1908    | «Миллинарис», Будапешт    | Венгрия  | 7:0       | Товарищеский матч                 |
| 5 | 13 июня 1908    | «Летна», Прага            | Богемия  | 4:0       | Товарищеский матч                 |